# Тлумачення міжнародних договорів
Тлумачення міжнародних договорів – встановлення дійсного значення тексту міжнародних договорів і намірів сторін, які містяться у цих текстах.
Найважливіші положення щодо тлумачення міжнародних договорів містяться у Віденській конвенції про право міжнародних договорів 1969(ст. 31, 32, 33).

## Види тлумачення міжнародних договорів
Тлумачення міжнародного договору може бути офіційним та неофіційним. Офіційне тлумачення-це тлумачення договору, яке здійснюється усіма його учасниками, а також міжнародними органами й організаціями.

### Неофіційне тлумачення міжнародних договорів
Неофіційне тлумачення – це тлумачення яке здійснюється окремими особами, які офіційно не представляють державу (наприклад, доктринальне тлумачення, яке здійснюється вченими або науковими організаціями.)
За суб’єктами тлумачення поділяється на міжнародне та внутрішньодержавне.

### Офіційне тлумачення міжнародних договорів
До офіційного міжнародного тлумачення можна віднести автентичне тлумачення. Це тлумачення є найвищою офіційною інтерпретацією, оскільки виконується усіма його учасниками, тому воно має силу самого міжнародного договору. Автентичне тлумачення здійснюється у формі спеціальної угоди або протоколу.

## Принципи тлумачення міжнародних договорів
Головну роль при тлумаченні договірних положень відіграє намір сторін під час створення договору; при певних сумнівах договірні положення слід інтерпретувати на користь необмеженої свободи суверенних держав – сторін договору.
Під час тлумачення міжнародних договорів, необхідно дотримуватися таких загальних принципів тлумачення:
1) принцип добросовісності ;
2) принцип єдності (при тлумаченні неможливе роз’єднання об’єкта і мети договору);
3) принцип ефективності (надання сили та значення положенням договору, який тлумачиться);
4) принцип рівності (рівність правового складу договору).
До спеціальних принципів тлумачення належать: використання різномовних текстів договорів при тлумаченні; встановлення єдиного змісту, що закріплений у текстах різними мовами; рівна достовірність текстів договорів при тлумаченні.
Стаття 31 Розділу 3 «Тлумачення договорів» Віденської конвенції про право міжнародних договорів 1969р. закріплює:
1. Договір повинен розтлумачитися добросовісно відповідно до 
звичайного значення, яке слід надавати термінам договору в їхньому
контексті.
2. Для цілейтлумачення договору контекст охоплює,крім тексту, включаючи преамбулу й додатки:
а) усяку угоду, якої булодосягнуто між усіма учасниками у зв'язку з укладенням договору;
б) усякий документ, складений одним або кількома учасниками у зв'язку з укладенням договору і прийнятий іншими учасниками як 
документ, що стосується договору.

## Способи тлумачення
При здійсненні тлумачення використовуються спеціальні способи, такі як: граматичний, історичний, логічний та систематичний.
Граматичний спосіб полягає у з’ясуванні значення окремих слів у їхньому синтаксичному зв’язку та змісту окремих статей договору. Його використання є початковим пунктом тлумачення.
Історичний спосіб виконується шляхом з’ясування історичних обставин, в яких укладався міжнародний договір, взаємовідносин між сторонами, що укладали його. Використовується для визначення намірів сторін.
Логічний спосіб бере до уваги сенс та мету укладення договору. Використовується, зокрема, для динамічного (еволюційного) тлумачення договору.
Системний спосіб здійснюється шляхом порівняння міжнародного договору з іншими договорами, урахування зв’язків між окремими частинами, статтями договору.
Різні способи тлумачення призводять до різних наслідків. В такому разі виникає проблема співвідношення ваги зазначених способів.
Відомою проблемою тут є суперечність між суб’єктивним (відповідно до історичної волі сторін) і об’єктивним тлумаченням (коли вирішальне значення надається тексту договору).
Закріплені у Віденській конвенції про право міжнародних договорів правила тлумачення поєднують суб’єктивний та об’єктивний підхід, з вирішальним значенням останнього: абз.1 ст.31: «Договір повинен тлумачитися добросовісно відповідно до звичайного значення, яке слід називати термінами договору в їх контексті і у світлі його об’єкта і цілей».